# Eupodoctis indicus
Eupodoctis indicus – gatunek kosarza z podrzędu Laniatores i rodziny Podoctidae.

## Występowanie
Gatunek wykazany z Indii.